# La Vie de Jean Racine
La Vie de Jean Racine est un essai biographique de François Mauriac publié en 1928 aux éditions Plon. 

## Résumé
Cet essai est une biographie de Jean Racine qui traite notamment de la crise que le dramaturge affronta en 1677, finissant par abandonner le théâtre. Elle entre en relation avec le profond questionnement que François Mauriac traverse lors d'une crise personnelle et religieuse au milieu des années 1920.

## Réception critique
Lors de la parution de cet essai, André Gide interpelle par lettre François Mauriac, mettant en avant selon lui une incompatibilité entre la pratique religieuse de l'auteur et ses passions humaines. En réponse, Mauriac fait paraître l'année suivante un nouvel essai intitulé Dieu et Mammon.

## Éditions
- Coll. « Le Roman des grandes existences », éditions Plon, 1928
- Éditions Grasset, 1934
- Éditions Flammarion, 1939
- Éditions Perrin, 1983, 1999  (ISBN 978-2262015275)